# Trimeresurus mayaae
Trimeresurus mayaae — вид отруйних змій родини гадюкових (Viperidae). Описаний у 2022 році.

## Назва
Вид названо на честь Маї Сінгх Ратхі, матері одного з авторів таксона Яшпала Сінгха Ратхі.

## Поширення
Ендемік Індії. Поширений у штатах Мізорам і Мегхалая на північному сході країни.